# Мирный (Конаковский район)
Мирный — поселок в Конаковском районе Тверской области. Входит в состав городского поселения «Новозавидовский».

## География
Находится в юго-восточной части Тверской области на расстоянии 1 км на восток от поселка Новозавидовский.

## История
Возник в советское время.

## Население
Численность населения: 101 человек (русские 84 %) в 2002 году, 24 в 2010.